# Ćwierćkopek
Ćwierćkopek – srebrna moneta półtalarowa o wadze 13,93 g, bita przez Zygmunta Augusta w 1564 r. w mennicy wileńskiej  Nazwa pochodzi od nadanej przez władcę urzędowej wartości 15 groszy litewskich, czyli ćwierci kopy groszy, funkcjonującej wówczas jednostki obrachunkowej równej dwóm złotym. 
Zygmunt August wybił ćwierćkopki, podobnie jak półkopki, w związku z potrzebami finansowymi spowodowanymi prowadzoną wówczas I wojną północną.  Wartość urzędowa ćwierćkopka (15 groszy litewskich, czyli 18,75 groszy polskich)  została zawyżona wobec będących w  obiegu talarów zagranicznych, za które płacono 33 grosze polskie, czyli 16,5 grosza polskiego za pół talara, co za tym idzie 13,2 grosza litewskiego za monetę o zawartości kruszcu taką, jaką miał ćwierćkopek.  Moneta o przymusowej, zawyżonej wartości,  nie mogła zdobyć popularności w systemie pieniądza kruszcowego. Przyjmowana była niechętnie i w urzędowej wartości jedynie jako zapłata za zobowiązania skarbu. W handlowym obiegu wartość kształtowała się zgodnie z relacjami kruszcowymi, czyli niżej.
Emisja ćwierćkopków była niewielka. Niektórzy badacze przypuszczają, że była to emisja próbna, z której monarcha się wycofał. Sama moneta jest pięknym przykładem renesansowego mennictwa polskiego. Nie zawiera legendy otokowej, którą zastąpiono wieńcem.   Na awersie znajduje się ukoronowany monogram króla - SA, data 1564 i rzymska cyfra XV, wyrażająca urzędową wartość. Na rewersie umieszczono sześciopolową tarczę herbową, zwieńczoną mitrą wielkoksiążęcą. Górne pola tarczy zajmują Orzeł koronny i litewska Pogoń, dolne: archanioł Michał – herb księstwa kijowskiego, żmudzki Niedźwiedź i Krzyż prosty, będący herbem Wołynia. W środku tarczy zamiast rodowych Słupów Giedymina, znajduje się herb Sforzów (Wąż).  
Ćwierćkopek jest numizmatycznym unikatem. Znany egzemplarz znajduje się w muzeum w Wiedniu.